# Marius Theiler
Marius Theiler (ur. 23 sierpnia 1938) – szwajcarski lekkoatleta, sprinter,  medalista mistrzostw Europy z 1962.
Zdobył brązowy medal w sztafecie 4 × 400 metrów na mistrzostwach Europy w 1962 w Belgradzie. Szwajcarska sztafeta biegła w składzie: Bruno Galliker, Theiler, Hansruedi Bruder i  Jean-Louis Descloux.
Wystąpił na igrzyskach olimpijskich w 1964 w Tokio w sztafecie 4 × 400 metrów, ale odpadł w eliminacjach.
Dwukrotnie ustanawiał rekord Szwajcarii w sztafecie 4 × 400 metrów do wyniku 3:07,0 (16 września 1962 w Belgradzie).